# Tonengo
Tonengo est une commune italienne de moins de 1 000 habitants située dans la province d'Asti, dans la région du Piémont.

## Administration
| Période                                  | Période | Identité | Étiquette | Qualité |
| ---------------------------------------- | ------- | -------- | --------- | ------- |
|                                          |         |          |           |         |
| Les données manquantes sont à compléter. |         |          |           |         |

### Communes limitrophes
Aramengo, Casalborgone, Cavagnolo, Cocconato, Lauriano, Moransengo